# Gräshoppan och myrorna
Gräshoppan och myrorna (orig. The Grasshopper and the Ants), är en tecknad kortfilm från 1934. Filmen ingår i Silly Symphonies-serien.

## Handling
En gräshoppa spelar fiol och tar dagarna som de kommer, medan myrorna sliter hårt och bär hem enorma mängder mat till stacken för att klara sig under vintern. Myrornas drottning varnar honom för de problem som vintern kan ge. När vintern väl kommer inser han hur grym den är, och när han är nära på att svälta ihjäl blir han upplockad av myrorna som låter honom komma in i värmen. Drottningen låter enbart den som jobbar få stanna, och jobbet hon beordrar honom är att - spela på sin fiol.

## Om filmen
Kortfilmen är baserad på en fabel av Aisopos, medan sången "The World Owes Me a Living" skrevs av Frank Churchill.
Filmen hade svensk premiär den 17 december 1934 på biografen Rita i Stockholm som innehåll i kortfilmsprogrammet 3 små grisar på nya äventyr eller Stora stygga vargen och Rödluvan, där även filmerna Den stora stygga vargen eller Tre små grisar på nya äventyr, Flygande råttan, Den kloka hönan, Pluto i skojartagen och Och jula vara skall till påska! ingick.
Filmen finns utgiven på DVD och har dubbats till svenska.

## Rollista
- Pinto Colvig – Gräshoppan
- Dorothy Compton – myrdrottningen[7]